# League of Legends
League of Legends (sovint abreujat com LoL) és un videojoc de gran interès internacional que es va estrenar el 27 d'octubre de 2009. És un videojoc MOBA (Multiplayer Online Battle Arena) d'estratègia en temps real i d'acció, creat per Riot Games. És un joc d'alta competitivitat, essent un dels esports electrònics (e-sports) més populars.
L'octubre de 2012, comptava amb 70 milions de jugadors registrats i, actualment, n'hi ha més de 100 milions.
Per a març de 2013 es va registrar un pic de 5 milions de jugadors connectats al mateix temps arreu del món.

## Joc

### General
Els jugadors (“invocadors”) s'enfronten en dos equips que poden arribar a ser de 5 persones. Abans de començar la partida, els jugadors han d'escollir un personatge (“campió”) durant la “fase de selecció de campions” en el que al acabar la fase de selecció començarà la partida i jugaran amb aquell campió durant tota la partida. Des de 2017 hi ha un selecció de 138 campions disponibles. Els jugadors de cada equip apareixen en la seva respectiva àrea del mapa, dins de la seva base, situades totes dues diametralment oposades. És a la base de cada equip on es troba el seu nexe. L'objectiu del joc, i el que determina l'equip guanyador, és destruir el nexe de l'equip rival. En tots els escenaris, a excepció de Dominion i altres escenaris de joc temporal, prèviament cal accedir a la base enemiga eliminant els seus inhibidors que alhora són protegits per torretes distribuïdes al llarg de les línies. En cada base apareixen cada 30 segons onades de súbdits ("minions"), personatges no jugadors d'inferior atac i vida, els quals avancen per les línies donant suport als setges. A la jungla (seccions que no formen part ni de les bases ni dels carrils) hi ha criatures neutrals que es mouen poc o gens de la seva posició i que apareixen i reapareixen de tant en tant, alguns dels quals ofereixen bonificacions (buffs en anglès) temporals o permanents. Cada jugador pot matar súbdits, torretes i campions enemics, així com criatures neutrals, per obtenir or i experiència (farm en anglès). Amb l'or es compren objectes per augmentar estadístiques (atac, defensa, vida, etc.) i amb els nivells es milloren les habilitats del campió. Passats 20 minuts de partida, és possible realitzar una rendició. Qualsevol jugador pot iniciar la votació (prenent com un vot a favor) i en acabar la mateixa el 70% de l'equip ha d'estar d'acord (4 jugadors de 5). Si una petició de rendició ha estat rebutjada s'han d'esperar 3 minuts per poder demanar una altra; mentre que si la rendició ha estat aprovada, el nexe propi s'autodestrueix, acabant així la partida en una derrota.
Es va desenvolupar una versió beta del joc per a MacOS, que es va cancel·lar en setembre de 2011, per no poder arribar als estàndards de qualitat de la versió per Windows.

### Modes de joc imatchmaking
League of Legends és un joc basat en sessió. Matchmaking es basa en la mitjana d'un Elo ocult que es representa mitjançant un sistema de lligues on obtens punts si guanyes partides o en perds en cas contrari (la quantitats de punts obtinguts va en funció de l'Elo ocult).
Actualment el joc es pot jugar en quatre modes diferents: tutorial, la pràctica normal i classificats.
- Tutorial: és el mode de joc en què es dirigeixen nou jugador de la primera vegada que iniciï el joc. Es tracta d'una sessió privada del joc en línia on els jugadors se'ls ensenya els controls bàsics i els objectius del joc.
- Custom: és un mode que permet als jugadors crear manualment sessions personalitzades joc que altres jugadors es troben en una llista de partit i unir-se. Els jugadors poden afegir campions controlats per l'ordinador (brossa), establir una contrasenya, i establir el nombre màxim de jugadors en els jocs personalitzats.
- Co-op vs AI és un mode on els jugadors s'emparellen ja sigui sol o com a part d'un grup contra un equip de robots. En l'actualitat, aquest mode només està disponible al mapa 5v5, d'aparellaments. Els jugadors poden escollir entre principiant o dificultat intermèdia.
- En el joc normal , els jugadors cua a l'automàtica de match-making servei ja sigui sol (sola) o com a part d'un grup. El servidor crea automàticament un joc i els intents d'omplir amb jugadors d'una manera que ambdues parts tenen una probabilitat del 50% per guanyar. Els jugadors són avaluats en un amagat Elo sobre la base dels resultats del mode normal dels partits que participen, i el servidor d'aplicacions que la qualificació per al futur de matx-making. Només la victòria compta quan el jugador es mostra en públic en el mode normal, les pèrdues i Elo no es mostren. Es disputa a l'Esquerda de l'invocador
- El mode Ranked  es va posar a disposició dels jugadors de nivell 20 i superior en la primera temporada va començar oficialment el 13 de juliol de 2010, però va ser canviat més endavant a ser disponibles per als jugadors de nivell 30 (els jugadors poden fer cua per a Ranked si són més de nivell 20, però només si estan en un equip organitzat). Tot i que aquesta manera juga molt com el mode Normal, hi ha dues diferències principals. En primer lloc, el joc utilitza el mode prohibició en el qual cada equip pot prohibir tres campions del joc (de manera que aquest campions no poden ser usats pels jugadors) i els dos equips no poden jugar amb el mateix campió (de manera que si l'equip A pren Ezreal, l'equip B no pot prendre Ezreal) A més també pots veure les seleccions de campió enemigues abans que comenci el joc real (perquè un equip pot organitzar-se en funció dels enemics als que s'enfronten). En segon lloc, una classificació exclusiva, visible es calcula en funció del rendiment del jugador en partides igualades. El jugador es col·loca en l'escala d'acord amb la seva qualificació, i els millors equips en l'escala de l'oportunitat de competir en el "$ 1.000.000 Final Mundial" al final de la temporada.
- Aram (All Random All Mid): és un mode per a jugadors que es desbloqueja en ser nivell 7 on només hi ha un camí i has d'anar destruint torretes fins que arribes al nexe enemic, que has de destruir per a guanyar. Les partides són de 5 contra 5 i els campions utilitzats són escollits aleatòriament. .
- Nous modes que es van implementant durant cada Temporada però que no són permanents. Consisteixen en modificacions de la jugabilitat i/o en els equips (nombre de jugadors dins d'una partida, o en l'elecció dels personatges) però en els mateixos mapes del joc, i sempre amb l'objectiu de destruir el Nexe.
- URF/ARURF (Ultra Rapid Fire/All Random Ultra Rapid Fire): Mode de joc temporal que ha guanyat molta popularitat entre la comunitat. Són partides de 5 contra 5 a l'esquerda de l'invocador amb beneficis permanents per tots els jugadors, com una gran reducció del refredament d'habilitats, augment de la velocitat d'atac o guanys d'or. Tradicionalment només estava disponible els dies posteriors a April's Fools, tot i que va canviar el 2016, entrant en el sistema de modes de joc en rotació. També el 2016 es va rebatejar com a ARURF i els campions van passar a ser seleccionats aleatòriament, d'un mode similar a ARAM.
- TFT (Teamfight Tactics) Mode de joc de l'estil "auto chess" on el jugador dispossa d'un tauler on va possant campions que compra a la tenda a partir d'or que aconsegueix cada ronda que passa. És un joc de 8 persones tots contra tots. Els personatges difereixen entre cost 1,2,3,4,5. El joc es basa en la creació de sinergies que es creen a partir dels atributs dels personatges que es possen al tauler (cibernètics, infiltrats, rebels, Mecha Pilots...) En un futur pròxim aquest mode de joc comptarà amb la seva pròpia escena competitiva gràcies al gran èxit que ha anat aconseguint.

### Mapes de joc per seleccionar
League of Legends conté quatre mapes principals, cada un amb diferents terrenys, objectius i condicions de victòria, així com diversos ”objectes” i “encanteris de invocador”.
•	Esquerda de l'Invocador (Summoner Rift en anglès): Dos equips de cinc integrants competeixen amb l'objectiu de destruir el nexe de l'equip rival en un mapa de tres carrils. També hi ha una jungla amb diversos llocs o “campaments” amb monstres que atorguen poders addicionals per a qui els caça.
•	Bosc Retorçat (Twisted Treeline en anglès): Dos equips de tres integrants competeixen amb l'objectiu de destruir el nexe de l'equip rival en un mapa de dos carrils. Hi ha una jungla amb alguns campaments de criatures que pots matar.
•	Abisme dels Gemecs (Howling Abyss en anglès): Dos equips de cinc integrants competeixen amb l'objectiu de destruir el nexe de l'equip rival en un mapa d'un carril. No hi ha cap jungla. No pots recuperar vida a la base ni pots comprar objectes sense haver mort primer, hi ha unes zones on apareixen curacions.
•	Cicatriu de Cristall (Crystal Scar en anglès): Dos equips de cinc integrats compleixen l'objectiu de destruir el nexe de l'equip rival mitjançant la captura de torretes, cal destacar que és l'únic mapa circular en tot el joc, les vores del mapa consten amb les 5 torres repartides i en la part central hi ha situada una “petita” jungla, però sense monstres neutres i amb bonificacions de velocitat i salut. Aquest mapa es va eliminar del joc, ja que el jugava molt poca gent, però tot i així encara en consta la seva presencia amb el mode de joc Ascension que utilitza aquest mateix mapa amb algunes modificacions.

## Rols
Cada campió (personatge del joc) té habilitats i característiques i classes definides pel joc, com en un joc de rol. Són sis classes de campions:
•	Lluitador o bruiser: Especialitzat en combat proper. Combinen objectes de dany amb objectes d'aguant. També se'ls coneix com a "offtanks".
•	Tirador o marksman: Especialista en atac a distància. La seva funció consisteix generalment en aplicar un fort DPS ("damage per second" o mal en el temps) sobre lequip enemic. És el més adequat per matar els enemics més resistents. En l'argot entre jugadors es coneixen com a "AD Carry".
•	Mag: Especialitat en habilitats i dany màgic. Aporten molt mal explosiu i normalment en atacs d'àrea, que permet netejar fàcilment onades de súbdits i realitzar molt mal en poc temps en batalles 5 contra 5.
•	Assassí: Especialitzat en eliminar els jugadors de l'altre equip, també anomenat carry. (normalment l' AD carry o el "midlaner" enemic) (encara que això suposi morir ell també).
•	Tanc: Especialitzat en resistència. La seva missió és absorbir la major quantitat de dany possible.
•	Suport (support): Especialitzat en donar suport al seu equip (normalment en forma de control de masses) i aportar visió al mapa mitjançant guardians de visió (wards).
Un campió pot tenir més d'un rol, per així complementar el seu equip i encara que cada campió ja té el seu paper per defecte, depenent de les seves característiques poden usar-se en diferents posicions de joc. La zona predeterminada on es troba el suport es la linea d'abaix (bot lane).

### Funcionament de la partida
L'objectiu de les partides és senzill: destruir el nexe enemic. En el cas de l'esquerda de l'invocador, per tal d'aconseguir això, els diferents campions han d'escollir un de tres camins diferents (o carrils) per tal d'atacar el seu enemic als seus punts més dèbils. Ambdós equips tenen els seus carrils defensats per nombroses torretes; cada torreta té més força a mesura que s'apropa al seu propi nexe (sent així les primeres a ser destruïdes les més dèbils i les més fortes les que protegeixen el nexe) i per poder destruir una torreta en un mateix carril s'ha de destruir abans l'anterior a aquesta. Cooperar i treballar en equip és un requisit imprescindible per l'èxit, ja que és fàcil, si hom es troba sol, sigui emboscat per jugadors enemics.
És un camp en el qual lluiten 5 campions de cada equip per a poder destruir el nexe enemic s'acostumen a seguir uns rols establerts, però no oblligatoris. Els rols són els següents: ADC (Attack Damage Carry) es caracteritza per fer atacs a distància de dany físic (Attack Damage),al seu carril és l'encarregat de matar els súbdits i a les batalles d'equips és l'encarregat de fer el màxim dany possible. És acompanyat d'un ajudant, anomenat Support el qual s'encarrega que l'ADC pugui fer la seva tasca, acostuma a posar guardians de visió i és l'encarregat que tot l'equip funcioni correctament. Ambdós van al carril més avall possible anomenat Bot. Després, al carril del mig, hi va el bruixot de l'equip (MID). Té una funció similar a la del ADC però aquest acostuma a ser un campió el qual fa dany màgic i aquest actua sol al seu carril. Després al carril superior (TOP), on freqüentment hi va un tanc, la seva funció acostuma a ser absorbir el màxim dany possible i així protegir a l'equip (especialment al ADC i al MID).Per acabar una de les funcions més difícils és la del Jungler, aquest no va a cap carril sinó que actua per la "jungla" que és la zona de monstres neutrals que queda coberta per la boira de guerra. Allà hi podem trobar els llops, els fantasmes i d'altres criatures més útils com el gòlem, el llangardaix, que donen avantatges de color blau i vermell respectivament, el drac, que dona 190 d'or a cadascun dels integrants de l'equip i el baró nàxor, el més poderós però el que dona més recompensa, ja que dona 300 a cada un dels membres de l'equip i un avantatge en dany i regeneracions, tot i que per a poder matar a aquests dos últims normalment es necessita a tot l'equip. La funció del jungler és ajudar mitjançant emboscades als carrils de l'equip obtenint així morts enemigues relativament fàcils. Els junglers poden ser tant campions tancs com campions assassins.

### Característiques
- 19000 unitats de distància de l'obelisc de nexe fins a l'altre obelisc de nexe (Mesurat amb el "ultimate" de Caitlyn).

- Tres carrils per arribar a la base enemiga.

- Un bosc poblat per monstres neutres de diferent duresa, el més dur el qual proporciona avantatges individuals pel vostre equip sencer.

- Potents torretes que defensen àrees claus en el mapa, les quals hauràs d'afrontar a més dels vostres enemics si vols aconseguir la victòria.

- Un riu en territori neutre que divideix el mapa en dues meitats, permetent fer dreçera entre els carrils.

- Dues bases a cantonades oposades del mapa, on hi ha una botiga, el nexe, dues torretes centrals per defensar el nexe, i tres inhibidors coberts amb una torreta cadascú.

## Campions
Tal com trobem a la pàgina oficial, en el joc de League of Legends (març de 2024) hi ha 167 campions:
| Campió       | Títol                           | Rol               | Passiva                             | Habilitat nº1 (Q)                           | Habilitat nº2 (W)                     | Habilitat nº3 (E)                    | Habilitat definitiva (R)           |
| ------------ | ------------------------------- | ----------------- | ----------------------------------- | ------------------------------------------- | ------------------------------------- | ------------------------------------ | ---------------------------------- |
| Aatrox       | L'Espasa dels Foscos            | Lluitador         | Pou Sangonós                        | Vol Fosc                                    | Set de Sang/Preu Sagnant              | Espases del Turment                  | Massacre                           |
| Ahri         | La Dona Guineu de nou Cues      | Assassí/Mag       | Robatori d'Essències                | Orb de l'Engany                             | Foc de Guilla                         | Encisar                              | Impuls Espiritual                  |
| Akali        | El Puny de l'Ombra              | Assassí           | Disciplines Bessones                | Marca de l'assasí                           | Vel del Crepuscle                     | Tall creixent                        | Ball Ombrívol                      |
| Akshan       | El centinella rebel             | Tirador           | Artimanyes                          | Bumerang venjador                           | Rebel                                 | Columpi heròic                       | Merescut                           |
| Alistar      | El Minotaure                    | Tanc              | Trepitjar                           | Pulverització                               | Cop de cap                            | Bram Triomfal                        | Voluntat Indestructible            |
| Amumu        | La Mòmia Trista                 | Tanc              | Toc Maleït                          | Llançament de Benes                         | Desesperació                          | Enrabiada                            | Maledicció de la Mòmia Trista      |
| Anivia       | La Criofènix                    | Mag               | Renaixement                         | Espurna Gelada                              | Cristalització                        | Congelació                           | Tempesta Glacial                   |
| Annie        | La Filla de la Foscor           | Mag               | Piromanía                           | Desintegració                               | Incineració                           | Escut Fos                            | Invocar:Tibbers                    |
| Aphelios     | L'arma dels fidels              | Tirador           | L'assassí i la vident               | Habilitats de les armes                     | Fase                                  | Cua d'armes                          | Vigília lunar                      |
| Ashe         | L'Arquera de Gel                | Tirador           | Concentració                        | Tir Congelador                              | Decarrega                             | Tret de Falcó                        | Fletxa de Vidre Encantada          |
| Aurelion Sol | El forjador de les estrelles    | Mag               | Centre del Univers                  | Nova estelar                                | Expansió Celestial                    | Cometa de llegenda                   | Veu lluminosa                      |
| Azir         | L'Emperador de les Arenes       | Mag               | Llegat de Shurima                   | Sorra Conquistadora                         | ¡Aixequeu-vos!                        | Arenes movedisses                    | Falange Imperial                   |
| Bard         | El Guardià Errant               | Mag/supp          | Trucada del viatger.                | Cadenes Còsmiques                           | Santuari del protector                | Periple Màgic                        | Destí maleable                     |
| Bel'veth     | L'emperadriu del buit           | Lluitador         | Mort lavanda                        | Onada del buit                              | Amunt i avall                         | Voràgine real                        | Banquet infinit                    |
| Blitzcrank   | El Gran Gólem de Vapor          | Tanc              | Barrera de Manà                     | Agafament Míssil                            | Sobrecarrega                          | Puny de Poder                        | Camp Estàtic                       |
| Brand        | La Venjança Ardent              | Mag               | Núvol de Foc                        | Abrasar                                     | Pilar de Flames                       | Incendi                              | Detonació Ígnea                    |
| Braum        | El Cor de Freljord              | Tanc/Suport       | Cops Conmocionants                  | Mossegada Hivernal                          | Darrere Meu                           | Inquebrantable                       | Esquerda Glacial                   |
| Briar        | La gola confinada               | Lluitador         | Maledicció carmesí                  | A la jugular                                | Frenesí sagnant/Una altra mossegadeta | Crit esgarrifós                      | Final sagnant                      |
| Caitlyn      | La Sheriff de Piltover          | Tirador           | Al cap                              | Pacificadora de Piltover                    | Parany per a Yordles                  | Xarxa de mida 90                     | As a la màniga                     |
| Camille      | L'Ombra d'Acer                  | Lluitador/Tanc    | Defenses flexibles                  | Protocol de precisió                        | Escombrada tàctica                    | Ganxo/Salt de mur                    | Ultimàtum hextech                  |
| Cassiopeia   | L'abraç de la Serp              | Mag               | Aspecte de la Serp                  | Explosió perjudicial                        | Miasma                                | Ullal doble                          | Mirada petrificant                 |
| Cho'Gath     | El terror del Buit              | Lluitador/Mag     | Carnívor                            | Ruptura                                     | Crit salvatge                         | Punxes mortiferes                    | Festí                              |
| Corki        | El Bombarder Agosarat           | Tirador           | Projectils de metralla Hextech      | Bomba de Fòsfor                             | Valquiria                             | Canó de Repetició                    | Ràfega de Projectils               |
| Darius       | La Mà de Noxus                  | Lluitador         | Hemorràgia                          | Delmar                                      | Cop Incapacitant                      | Agafar                               | Guillotina Noxiana                 |
| Diana        | Desdeny de la Lluna             | Lluitador/Mag     | Fulla Llunaplata                    | Impacte creixent                            | Cascada Pàlida                        | Pluja de lluna                       | Torrent lunar                      |
| Dr.Mundo     | El Boig de Zaun                 | Lluitador         | Pujada d'adrenalina                 | Ganiveta infectada                          | Lenta agonia                          | Masoquisme                           | Sadisme                            |
| Draven       | L'Executor Gloriòs              | Tirador           | League of Draven                    | Destral giratoria                           | Pujada d'adrenalina                   | A un costat                          | Espiral de la mort                 |
| Ekko         | L'home que trencava el temps    | Mag               | Ressonància Z                       | Engranatge Temporal                         | Convergència paral·lela               | Fase de salt                         | Fissura temporal                   |
| Elise        | La Reina de les Aranyes         | Mag               | Eixam Aràcnid                       | Neurotoxina / Mossegada verinosa            | Aranya volàtil / Frenesí aràcnid      | Teranyina / Ràpel                    | Forma d'aranya                     |
| Evelynn      | Creadora de Viudes              | Assassí           | Passeig ombrivol                    | Pua de l'odi                                | Frenesí Oscur                         | Desolació                            | Abraç agònic                       |
| Ezreal       | L'Explorador Pròdig             | Tirador           | Força d'encanteri neixent           | Tret místic                                 | Flux d'essència                       | Alteració arcana                     | Andanada certera                   |
| Fiddlesticks | El terror ancestral             | Mag               | Un simple espantaocells             | Terror                                      | Collita abundant                      | Segar                                | Tempesta de corbs                  |
| Fiora        | Estocada Gloriosa               | Lluitador         | Duelista                            | Embestida                                   | Rèplica                               | Impuls de velocitat                  | Dansa de l'espasa                  |
| Fizz         | El Vàndal de les Marees         | Assassí/Lluitador | Lluitador àgil                      | Cop d'eriçó de mar                          | Trident Pedramar                      | Juganer / Trapella                   | Carnassa per a tiburons            |
| Galio        | La Tristesa del Guardià         | Tanc/Suport       | Pell Rúnica                         | Aixafament Resolt                           | Baluard                               | Alenada Justiciera                   | Ídol de Durand                     |
| Gangplank    | L'Assot dels Mars               | Lluitador         | Fulla Empapada en Grog              | Negociació                                  | Eliminar escorbut                     | Pujar moral                          | Ràfega de canó                     |
| Garen        | El Poder de Demacia             | Lluitador         | Perseverancia                       | Cop Decisiu                                 | Coratge                               | Judici                               | Justícia Demaciana                 |
| Gnar         | La Baula Perduda                | Lluitador/Tanc    | Gen de Fúria                        | Llançament de Bumerang/Llançament de Penyal | Híper/Colpeig                         | Salt/Sotragada                       | GNAR!                              |
| Gragas       | El Buscabrega                   | Lluitador         | Hora feliç                          | Barril rodant                               | Fúria èbria                           | Cop de Panxa                         | Bóta explosiva                     |
| Graves       | El Malfactor                    | Tirador           | Autèntic valor                      | Tir de plom                                 | Pantalla de fum                       | Tret ràpid                           | Dany col·lateral                   |
| Gwen         | La costurera consagrada         | Lluitador         | Mil talls                           | Talla, talla!                               | Boira consagrada                      | Salt i tall                          | Brodat                             |
| Hecarim      | L'Ombra de la Guerra            | Lluitador         | Sender de guerra                    | Enrenou                                     | Esperit de Paüra                      | Càrrega devastadora                  | Cop d'ombres                       |
| Heimerdinger | L'Inventor Venerat              | Mag               | Bots Tecnotúrgics de Reparació      | Torreta Evolucionada H-28G                  | Microcoets Hextech                    | Granada de Tempesta d'Electrons CH-2 | MILLORA!                           |
| Hwei         | El visionari                    | Mag               | Firma del visionari                 | Temàtica: Desastres                         | Temàtica: Serenitats                  | Temàtica: Turments                   | Vòrtex del dolor                   |
| Illaoi       | La Sacerdotesa del Kraken       | Lluitador         | Profeta d'un Déu Antic              | Aixafament amb un Tentacle                  | Lliço Dura                            | Prova d'Esperit                      | Salt de Fe                         |
| Irelia       | La Voluntat de les Fulles       | Assassí/Lluitador | Fervor Joni                         | Embat d'espasa                              | Estil Hiten                           | Cop d'equilibri                      | Fulles transcendents               |
| Ivern        | El Pare Arborescent             | Suport            | Amic de Bosc                        | Invocador d'Arrels                          | Creador d'Arbustos                    | Detonar la Llavor                    | Margarita!                         |
| Janna        | La Fúria de la Tempesta         | Suport            | Empenta                             | Temporal                                    | Cèfir                                 | Ull de la tempesta                   | Monzó                              |
| Jarvan IV    | L'Exemple de Demacia            | Lluitador         | Cadència marcial                    | Cop del drac                                | Protecció àuria                       | Estendard Demacià                    | Cataclisme                         |
| Jax          | Mestre d'Armes                  | Lluitador         | Assalt Implacable                   | Cop en salt                                 | Potenciació                           | Contraatac                           | Poder del mestre                   |
| Jayce        | El defensor del Demà            | Lluitador         | Condensador Hextech                 | Cap els cels!/Explosió elèctrica            | Camp de raigs/Hipercàrrega            | Cop tempestuós/Portal d'acceleració  | Canó de Mercuri/Martell de Mercuri |
| Jhin         | El virtuos                      | Tirador           | Xiuxiueix                           | Granada ballarina                           | Brot mortal                           | Audiencia cautiva                    | Abaix el teló                      |
| Jinx         | La Bala Perduda                 | Tirador           | Al màxim!                           | Canvi!                                      | Zap!                                  | Mastegafocs!                         | Supermegacoet Mortal!              |
| K'Sante      | L'orgull de Nazumah             | Tanc              | Instint intrèpid                    | Cops d'Ntofo                                | Pioner                                | Joc de peus                          | Desafiament                        |
| Kai'Sa       | La filla del buit               | Tirador           | Segona pell                         | Pluja d'Icathia                             | Buscadora del buit                    | Supercàrrega                         | Instint assassí                    |
| Janna        | La Fúria de la Tempesta         | Suport            | Empenta                             | Temporal                                    | Cèfir                                 | Ull de la tempesta                   | Monzó                              |
| Kalista      | L'Esperit de la Venjança        | Tirador           | Aplom Marcial                       | Travessar                                   | Centinella                            | Estripar                             | Crida del Destí                    |
| Karma        | L'Il·luminada                   | Suport/Mag        | Foc Re-unificador                   | Flama interior                              | Resolució concentrada                 | Inspiració                           | Mantra                             |
| Karthus      | La Veu de la Mort               | Mag               | Desafiament a la mort               | Sembrar la Destrucció                       | Mur de Dolor                          | Profanació                           | Rèquiem                            |
| Kassadin     | El Viatjer del Buit             | Assassí/Mag       | Pedra de Buit                       | Esfera Buida                                | Fulla infernal                        | Pols de Força                        | Camí del Buit                      |
| Katarina     | La Fulla Sinistra               | Assassí           | Ànsia                               | Fulles rebotants                            | Acer sinistre                         | Velocitat del raig                   | Lotus mortal                       |
| Kayle        | La Justiciera                   | Lluitador/Suport  | Fervor Sagrat                       | Ràfaga Justiciera                           | Bendició Divina                       | Fúria Justiciera                     | Intervenció                        |
| Kayn         | El Segador de les Ombres        | Lluitador/Assasí  | La guadaña Darkin                   | Tall Segador                                | Abast de Ganivet                      | Pas Ombrívol                         | Transgressió de l'Ombra            |
| Kennen       | El Cor de la Tempestat          | Mag               | Marca de la Tempesta                | Shuriken Eixordador                         | Tensió Elèctrica                      | Atac del Llamp                       | Tempestat minvant                  |
| Kha'Zix      | El Saquejador del Buit          | Assassí           | Amenaça Invisible                   | Assaboreix la seva por                      | Punxes del Buit                       | Salt                                 | Asalt del Buit                     |
| Kindred      | Els caçadors eterns             | Tirador           | Marca de Kindred                    | Dansa de fletxes                            | Frenesí de Llop                       | Temor Creixent                       | Respir de Xaia                     |
| Kled         | EL genet malhumorat             | Lluitador         | Skaarl, el llengardaix covard       | Trampa per a Ossos                          | Tendències Violentes                  | Justa                                | A la càrregaaaa!!!                 |
| Kog'Maw      | La Boca de l'Abisme             | Tirador           | Sorpresa d'Icathia                  | Bava Càustica                               | Ràfaga bio-arcana                     | Buit traspuant                       | Artillería vivent                  |
| LeBlanc      | L'Embaucadora                   | Assassí/Mag       | Imatge especular                    | Segell de Malícia                           | Distorsió                             | Cadenes etèries                      | Mímica                             |
| Lee Sin      | El Monjo Cec                    | Lluitador         | Ràfaga                              | Ona sònica/Cop ressonant                    | Salvaguarda/Voluntat de Ferro         | Tempestat/Incapacitar                | Ira del Drac                       |
| Leona        | Alba Radiant                    | Tanc/Suport       | Llum solar                          | Escut de l'alba                             | Eclipsi                               | Fulla del zenit                      | Flamarada Solar                    |
| Lillia       | El tímid florir                 | Lluitador         | Branca dels somnis                  | Cops florents                               | Alerta! Yip!                          | Llavor rodant                        | Cançó de bressol                   |
| Lissandra    | La Bruixa de Gel                | Mag               | Filla del Gel                       | Fragment de gel                             | Anell de gebre                        | Camí glacial                         | Tomba gelada                       |
| Lucian       | Flaix Purificador               | Tirador           | Bales de Llum                       | Llum Lacerant                               | Resplandor Ardent                     | Persecució Implacable                | El Sacrifici                       |
| Lulu         | La Fada Fetillera               | Suport/Mag        | Pix, la fada amiga                  | Llança lluent                               | Banal                                 | Ajuda,Pix!                           | Creixement Salvatge                |
| Lux          | La Dama Lluminosa               | Mag/Suport        | Il·luminació                        | Enllaç de llum                              | Barrera prismàtica                    | Singularitat brillant                | Espurna final                      |
| Mestre Yi    | L'Espadatxí Wuju                | Lluitador/Assasí  | Cop doble                           | Cop fulgurant                               | Meditar                               | Estil Wuju                           | Imparable                          |
| Malphite     | Fragment del Monolit            | Lluitador/Tanc    | Escut de granit                     | Fragment sísmic                             | Atacs brutals                         | Cop al terra                         | Força imparable                    |
| Malzahar     | El Profeta del Buit             | Mag               | Invocació del Buit                  | Crida del Buit                              | Zona buida                            | Visions malèfiques                   | Tenalla infernal                   |
| Maokai       | El "Treant" retorçat            | Tanc              | Absorció de màgia                   | Aixafament arcà                             | Avanç retorçat                        | Llançament de brot                   | Tempestat vengadora                |
| Milio        | La flama serena                 | Suport            | Al caloret!                         | Ultramegapatada ardent                      | Foguera reconfortant                  | Abraçades càlides                    | Alè vital                          |
| Miss Fortune | La Caça-recompenses             | Tirador           | Ostentació                          | Redoble                                     | Trets Impurs                          | Que plogui                           | Pluja de bales                     |
| Mordekaiser  | Le malson de ferro              | Lluitador         | La pujada de la foscor              | Aniquilació                                 | Indestructible                        | Abraçada de la mort                  | Regne de la mort                   |
| Morgana      | Àngel Caigut                    | Mag/Suport        | Sifó de l'alma                      | Encanteri fosc                              | Terra Maleïda                         | Escut negre                          | Grillons de l'ànima                |
| Naafiri      | La gossa de les mil dentellades | Assassí           | Carn fresca                         | Dagues dels foscos                          | Persecució canina                     | Esbudellar                           | La crida de la gossada             |
| Nami         | L'Invocadora de Marees          | Suport            | Onatge                              | Presó d'aigua                               | Resaca i onada                        | Benedicció de la marea               | Tsunami                            |
| Nasus        | El Guardià de les Arenes        | Lluitador         | Devorador d'ànimes                  | Cop Absorbent                               | Marcir                                | Foc Espiritual                       | Fúria de les Arenes                |
| Nautilus     | El Tità Abissal                 | Tanc              | Cop mestre                          | Línia de dragatge                           | Ira del tità                          | Aigües revoltes                      | Càrrega de profunditat             |
| Neeko        | El Camaleó curiós               | Mag               | Glamour inherent                    | Esclat de floració                          | Divisor de formes                     | Enredar-Puntes                       | Pop Blossom                        |
| Nidalee      | La Caçadora Bestial             | Assasí/Lluitador  | Aguait                              | Javelina/Tombar                             | Emboscada/Assalt                      | Tensió primària/Urpada               | Aspecte felí                       |
| Nilah        | L'alegria desbocada             | Lluitador         | Alegria sense fi                    | Fulla sense forma                           | Vel exultant                          | Estela                               | Apoteosi                           |
| Nocturne     | El Malson Etern                 | Assassí           | Espasses fosques                    | Portador de capvespre                       | Vel de foscor                         | Horror inenarrable                   | Paranoia                           |
| Nunu         | El Genet de Yetis               | Lluitador         | Visionari                           | Voracitat                                   | Frenesí                               | Explosió glacial                     | Zero absolut                       |
| Olaf         | El Berserker                    | Lluitador         | Fúria Berserker                     | Ressaca                                     | Cops virulents                        | Oscil·lació temerària                | Ragnarok                           |
| Orianna      | La Dama Mecànica                | Mag               | Donant corda                        | Ordre: Atacar                               | Ordre: Dissonància                    | Ordre: Protegir                      | Ordre: Ona de xoc                  |
| Ornn         | El Foc sota la Muntanya         | Tanc              | Forja vivent i mestre artesà        | Ruptura volcànica                           | Rugit de foc                          | Embestida abrasadora                 | Avís del Déu de la Forja           |
| Pantheon     | L'Artesà de la Guerra           | Lluitador/Assasí  | Escut de protecció                  | Tir de llança                               | Protecció de Zeonia                   | Cop Buscacors                        | Gran Descàrrega Celestial          |
| Poppy        | L'Ambaixadora de Ferro          | Assasí/Lluitador  | Lluitador valent                    | Cop devastador                              | Model de Demacia                      | Càrrega heroica                      | Immunitat diplomàtica              |
| Pyke         | El Destripador del Port         | Assassí/Suport    | Benedicció dels ofegats             | Espet d'ossos                               | Immersió espectromarina               | Corrent fantasma                     | Mort de les profunditats           |
| Qiyana       | L'emperadriu dels elements      | Assassí           | Privilegi real                      | Ira elemental/fulla d'Ixtal                 | Terraformar                           | Audàcia                              | Mostra absoluta de talent          |
| Quinn        | Les Ales de Demacia             | Tirador/Luitador  | Assetjar                            | Assalt encegador                            | Sentits Aguditzats                    | Assetjament i enderroc               | En equip                           |
| Rakan        | L'encantador                    | Suport/Tanc       | Plomes Encantades                   | Càlam Relluent                              | Gran Entrada                          | Ball de Combat                       | Celeritat                          |
| Rammus       | L'"Armadurillo"                 | Tanc              | Armadura de punxes                  | Bola de poder                               | Posició defensiva                     | Provocació penetrant                 | Sismes                             |
| Rek'Sai      | L'Amenaça Subterrània           | Lluitador         | Fúria del Xer'Sai                   | Ira de la Reina                             | Excavar                               | Mossegada Furiosa                    | Carrera del Buit                   |
| Rell         | La dama de ferro                | Tanc              | Trencmotlles                        | Cop demolidor                               | Ferromància - Caiguda                 | Justa                                | Tempesta magnètica                 |
| Renata Glasc | La baronesa química             | Suport            | Avantatge                           | Encaixada de mans                           | Rescat finançer                       | Programa de lleialtat                | Adquisició hostil                  |
| Renekton     | Carnisser de les Arenes         | Lluitador         | Regne de la ira                     | Preferència pel dòcil                       | Depredador implacable                 | Tallar i trossejar                   | Dominus                            |
| Rengar       | L'Acosador Orgullòs             | Lluitador         | Depredador invisible                | Ferocitat                                   | Bram de batalla                       | Cop de bola                          | Emoció per la cacera               |
| Riven        | La Desterrada                   | Lluitador         | Fulla rúnica                        | Ales trencades                              | Esclat de Ki                          | Valor                                | Fulla de l'Exili                   |
| Rumble       | L'Amenaça Mecànica              | Mag               | Tità del desguàs                    | Llançaflames                                | Escut de restes                       | Arpó elèctric                        | Equilibrador                       |
| Ryze         | El Bruixot Rebel                | Mag               | Maestría arcana                     | Descàrrega elèctrica                        | Presó rúnica                          | Tempesta elèctrica                   | Forces de flaquesa                 |
| Samira       | La rosa del desert              | Tirador           | Impuls temerari                     | Classe                                      | Gir d'espasa                          | Cursa salvatge                       | Gallet infernal                    |
| Sejuani      | La Còlera de l'Hivèrn           | Tanc              | Gebre                               | Assalt àrtic                                | Mayal dels Vents del Nord             | Congelació permanent                 | Presó glacial                      |
| Senna        | La redemptora                   | Tirador           | Absolució                           | Foscor lacerant                             | Última abraçada                       | Maledicció de la boira negra         | Sombra de la matinada              |
| Seraphine    | La cantant somniadora           | Mag               | Presència escènica                  | Nota alta                                   | So envolvent                          | Clímax musical                       | Bis                                |
| Sett         | El cap                          | Lluitador         | Coratge del fossar                  | Artells preparats                           | Clatellot                             | Trenca-cares                         | El gran espectacle                 |
| Shaco        | El Bufó Sinistre                | Assassí           | Punyalada per l'esquena             | Enganyar                                    | Caixa Sorpresa                        | Verí de doble fil                    | Al·lucinació                       |
| Shen         | Ull del Crepuscle               | Tanc/Suport       | Cop Ki                              | Fil mortífer                                | Maniobra enganyosa                    | Moviment d'ombra                     | Mantenir-se units                  |
| Shyvana      | La Mig Drac                     | Lluitador         | Filla del Drac                      | Mossegada doble                             | Cremat                                | Alè de foc                           | Ascendència de drac                |
| Singed       | El Químic Boig                  | Lluitador         | Baluard Potenciat                   | Rastre de verí                              | Mega adhesiu                          | Llançar                              | Poció de demència                  |
| Sion         | El Colós No Mort                | Lluitador         | Glòria en la mort                   | Impacte Aniquil·lador                       | Forn de l'Ànima                       | Bram de l'Assassí                    | Envestida imparable                |
| Sivir        | Senyora de la Batalla           | Tirador           | Mil peus                            | Fulla bumerang                              | Ricochet                              | Escut d'encanteris                   | A la caça                          |
| Skarner      | L'Avantguarda de Vidre          | Lluitador         | Fibló Cristalitzador                | Ganivetada de vidre                         | Exoesquelet de vidre                  | Fractura                             | Empalar                            |
| Smolder      | L'hereu de les flames           | Tirador           | Entrenament draconià                | Alè supermegaabrasador                      | Atxim!                                | Classes de vol                       | Mama!!!                            |
| Sona         | Virtuosa de les Cordes          | Suport/Mag        | Energia acord                       | Himne del Valor                             | Ànima de la Perseverància             | Cançó de la Celeritat                | Crescendo                          |
| Soraka       | La Filla de les Estrelles       | Mag/Suport        | Salvació                            | Invocació estel·lar                         | Bendició astral                       | Infondre                             | Pregària                           |
| Swain        | El Mestre Estratega             | Mag               | Renovació de carronya               | Decrepitar                                  | Paralitzar                            | Turment                              | Estol de corbs                     |
| Sylas        | El Desencadenat                 | Mag/Assassí       | EEsclat de petricita                | Pestanya de cadena                          | Kingslayer                            | Fugir                                | Segrestar                          |
| Syndra       | La Sobirana Fosca               | Mag               | Transcendència                      | Esfera fosca                                | Força de voluntat                     | Dispersar els dèbils                 | Poder desencadenat                 |
| Tahm Kench   | El rei del riu                  | Tanc/Suport       | Paladar Peculiar                    | Llepada                                     | Devorar                               | Pell Gruixuda                        | Travessia Avissal                  |
| Taliyah      | La Teixidora de pedra           | Tanc/mag          | Surfista de roques                  | Llença roques                               | Empenta Sísmica                       | Terra Compromesa                     | Mur de la Teixidora                |
| Talon        | L'Ombra de l'Espasa             | Assassí           | Pietat                              | Diplomàcia noxiana                          | Rastellar                             | Degollament                          | Assalt d'ombra                     |
| Taric        | El Cavaller Gemma               | Tanc/Suport       | Joieria                             | Imbuir                                      | Fragmentació                          | Desorientació                        | Esplendor                          |
| Teemo        | L'Explorador Veloç              | Tirador/Mag       | Camuflatge                          | Dard cegador                                | Moviment ràpid                        | Tir tòxic                            | Trampa perjudicial                 |
| Thresh       | El Carceller Implacable         | Tanc/Suport       | Condenació                          | Sentencia de mort                           | Camí fosc                             | Escorxar                             | La caixa                           |
| Tristana     | L'Artillera Megling             | Tirador           | Tir precís                          | Tir ràpid                                   | Salt míssil                           | Tir explosiu                         | Tir destructor                     |
| Trundle      | El Rei Troll                    | Lluitador         | Tribut al Rei                       | Mastegar                                    | Regne gelat                           | Pilar de gel                         | Subjugar                           |
| Tryndamere   | El Rei Bàrbar                   | Lluitador         | Fúria de batalla                    | Set de sang                                 | Crit de mofa                          | Ganivetada giratòria                 | Fúria immortal                     |
| Twisted Fate | El Mestre de les Cartes         | Mag               | Dau trucat                          | Comodí                                      | Escull una carta                      | Baralla de cartes                    | Destí                              |
| Twitch       | La Rata Empestada               | Tirador           | Verí mortal                         | Emboscada                                   | Bóta de verí                          | Contaminar                           | Ra-ta-ta-ta                        |
| Udyr         | El Caminant Espiritual          | Lluitador         | Agilitat del mico                   | Posició del tigre                           | Posició de la tortuga                 | Posició de l'os                      | Posició del fènix                  |
| Urgot        | L'Orgull del Botxí              | Tirador/Lluitador | Augmentador de raigs tocat per Zaun | Caçador àcid                                | Condensador de terror                 | Càrrega corrosiva noxiana            | Inversor de posició hipercinètic   |
| Varus        | La Fletxa del Càstig            | Lluitador         | Venjança vivent                     | Fletxa penetrant                            | Buirac infectat                       | Pluja de fletxes                     | Cadena de corrupció                |
| Vayne        | La Caçadora Noctivaga           | Lluitador         | Caçadora noctívaga                  | Giravolt                                    | Projectils de plata                   | Condena                              | Hora final                         |
| Veigar       | El Petit Mestre del Mal         | Mag               | Equilibri                           | Atac maligne                                | Matèria fosca                         | Horitzont de successos               | Esclat primordial                  |
| Vel'Koz      | L'Ull del Buit                  | Mag               | Deconstrucció Orgànica              | Fissió de Plasma                            | Esquerda del Buit                     | Pertorbació Tectònica                | Raig Desintegrador d'Èssers Vius   |
| Vex          | La lúgubre                      | Mag               | Misèria i pessimisme                | Projectil mestral                           | Espai personal                        | Foscor amenaçadora                   | Esclatada de les ombres            |
| Vi           | Agent de Piltover               | Lluitador         | Escut de raig                       | Destrossa-criptes                           | Bonys                                 | Força innecessària                   | Assalt i lesions                   |
| Viego        | El rei arruinat                 | Assassí           | Dominació sobirana                  | Fulla del rei arruinat                      | Goles espectrals                      | Camí del turment                     | Trencacors                         |
| Viktor       | Herald de les Màquines          | Mag               | Tecnologia en evolució              | Transferència de potència                   | Camp gravitatori                      | Raig de la mort                      | Tempesta del caos                  |
| Vladimir     | El Segador Escarlata            | Lluitador/Mag     | Pacte escarlata                     | Transfusió                                  | Estany sagonós                        | Marees de sang                       | Hemoplaga                          |
| Volibear     | El Rugir del Tro                | Lluitador/Tanc    | Escollit de la Tempesta             | Tro giratori                                | Frenesí                               | Bram majestuós                       | Urpes del tro                      |
| Warwick      | El Caçador Sanguinari           | Lluitador         | Set insaciable                      | Esgarrapada implacable                      | Crida del caçador                     | Olor de sang                         | Pressió infinita                   |
| Wukong       | El Rei dels Micos               | Lluitador         | Pell de pedra                       | Cop aclaparador                             | Esquer                                | Cop de nimbe                         | Cicló                              |
| Xayah        | La rebel                        | Tirador           | Talls nets                          | Dagues dobles                               | Plumatge letal                        | Invocadora de Ganivets               | Tempesta de plomes                 |
| Xerath       | El Mag Ascendent                | Mag               | Sobrecàrrega de Manà                | Pols arcà                                   | Ull de destrucció                     | Orb impactant                        | Ritual de l'Arcà                   |
| Xin Zhao     | El Senescal de Demacia          | Assasí/Lluitador  | Desafiament                         | Cop de tres urpes                           | Crit de Guerra                        | Càrrega audaç                        | Escombrada creixent                |
| Yasuo        | L'Espasa sense Honor            | Assasí/Lluitador  | Camí de l'Ànima Errant              | Tempestat d'Acer                            | Mur de Vent                           | Fulla Tallant                        | Últim Alè                          |
| Yone         | L'impereceder                   | Assasí            | Camí dl caçador                     | Acer mortal                                 | Fulla espiritual                      | Ànima desbocada                      | Destí segellat                     |
| Yorick       | L'Enterramorts                  | Lluitador         | Pacte impiu                         | Presagi de guerra                           | Presagi de pestilència                | Presagi de gana                      | Presagi de mort                    |
| Yuumi        | La gateta màgica                | Suport            | Amistat felina                      | Míssil aguaitador                           | Visca!                                | Prestesa gatuna                      | Capítol final                      |
| Zac          | L'Arma Secreta                  | Lluitador         | Divisió Cel·lular                   | Mans Boges                                  | Matèria Inestable                     | Fona Elàstica                        | Rebotem!                           |
| Zed          | El Mestre de les Ombres         | Assasí            | Menyspreu pels dèbils               | Shuriken navalla                            | Ombra vivent                          | Ganivetada d'ombra                   | Marca de la mort                   |
| Zeri         | L'espurna de Zaun               | Tirador           | Bateria carregada                   | Foc explosiu                                | Ultradescàrrega làser                 | Pujada de tensió                     | Xoc de raigs                       |
| Ziggs        | L'Expert en Hexplosius          | Mag               | Metxa curta                         | Bomba rebotant                              | Càrrega concentrada                   | Camp d'Hexplosius                    | Megabomba incendiària              |
| Zilean       | El Guardià del Temps            | Mag/Suport        | Aprenentatge intens                 | Bomba de rellotgería                        | Recular                               | Distorsió temporal                   | Alteració del temps                |
| Zoe          | L'aspecte del Crespuscle        | Mag/Suport        | Més espurnes!                       | Pàdel estelar                               | Lladre d'encanteris                   | Bombolla somnífera                   | Salt dimensional                   |
| Zyra         | Dama d'Espines                  | Mag/Suport        | Dama d'espines                      | Florida mortal                              | Creixement desenfrenat                | Arrels tenalladores                  | Torçaespines                       |

## Comunitat
La moderació es duia a terme a través d'un sistema democràtic conegut com el Tribunal. En aquest sistema, els jugadors que presentaven informes (aquells reportats) eren revisats per altres jugadors en una base de cas per cas. Els jugadors havien de revisar i després presentar les seves impressions de la legalitat del comportament demostrat. Un consens feia a la decisió final. És notable que els jugadors no eren capaços de prohibir permanentment a través d'aquest sistema, ja que «totes les prohibicions permanents es distribueixen de forma manual». Els revisors rebien una qualificació de justícia sobre la base de la seva exactitud, en cas de triar l'opció correcta eren premiats amb punts d'influència. En l'actualitat, aquest sistema es troba desactivat. Actualment la moderació es porta amb un sistema de comprovació de reports (no se sap si existeix automatització). Quan un jugador presenta una actitud poc desitjable en una partida (insults, inactivitat intencionada) si és reportat, al cap d'un curt període després de la partida (de l'ordre de 15 minuts), podrà patir greus penalitzacions al seu compte, com una suspensió total de 14 dies o la inhabilitació permanent del seu compte (mai més podrà accedir-hi), amb la consegüent pèrdua de tot el contingut (de pagament o no) adquirit, sense cap possibilitat de recuperar-lo, ni el mateix contingut ni part del diners que va utilitzar en aconseguir-ho.

## Tornejos
Lligues internacionals
Series mundials i internacionals
Existeixen dos tornejos internacionals que destaquen per afirmar quin és el millor equip del moment
- League of Legends World Championship (Mundials): És la màxima competició anual on es reuneixen 24 equips de tot el món per aconseguir la victòria. Es basa en una primera fase on les regions menors juguen un play-in de 4 grups de 3 equips on un pic acabat la fase de grups, els 2 millors posicionats de cada un dels 4 grups, juguen un millor de 3 entre ells per a seleccionar finalment els 4 equips que passaran a la fase principal del torneig. La fase principal es juga també en primera instància una fase de grups on aquest pic haurà 4 grups de 4 equips, d'on sortiran en total 8 equips, els dos primers classificats de cada grup. Un pic els vuit equips de la segona fase són seleccionats comença un quadre tradicional de torneig on es jugaran millors de 5 a partir dels quarts de final fora "losing bracket"

- League of Legends Mid-Season Invitational (MSI): És el segon torneig internacional en importància, un "premundial" jugat a meitat de temporada i amb un esquema de classificació molt similar a l'Mundial. La seva primera edició va ser el 2015, amb victòria d'Edward Gaming, representant de la regió xinesa.

Sèries classificatòries
Existeixen multitud de lligues arreu de tot el món a partir d'on els millors equips de cada regió aconsegueixen la seva classificació cap als tornejos internacionals (Mundials i MSI)
1. League of Legends Championship Series (LCS), principal llliga de Nordeamérica.
2. League of Legends European Championship (LEC), principal llliga de Europa.
3. League of Legends Pro League (LPL), principal lliga de la Xina.
4. League of Legends Champions Korea (LCK), principal llliga de Corea.
5. League of Legends Pacific Championship Series (PCS), lliga que reuneix a las regions de Taiwàn, Hong Kong y el sud-est asiàtic.
6. Campeonato Brasileiro de League of Legends (CBLoL), principal lliga de Brasil.
7. Liga Latinoamericana (LLA), principal lliga de Latinoamérica.
8. League of Legends Continental League (LCL), principal lliga de Rússia.
9. League of Legends Japan League (LJL), principal lliga del Japó.
10. Oceanic Pro League (OPL), principal lliga de Oceanía.
11. Turkish Championship League (TCL), principal lliga de Turquía
12. Vietnam Championship Series (VCS), principal lliga de Vietnam

D'aquestes 12 lligues, n'hi ha 5 que destaquen per damunt la resta (subratllades en cursiva) a causa del seu nivell obtenen més llocs pels Worlds, 3 equips de les lligues grans hi acudeixen mentres que de la PCS n'acudeixen 2 i de les demés, tan sols un.

League of Legends ha estat durant molt temps un focus de concurs públic.
- El 2010 World, Cyber Games va organitzar un torneig de League of Legends a Los Angeles, en què diversos equips de la Xina, Europa i els Estats Units van competir. L'equip CLG d'Amèrica del Nord va guanyar el torneig, aconseguint un premi de $ 7.000.
- El joc competitiu aconseguir noves altures en el primer campionat Mundial al juny de 2011. L'acte, celebrat a DreamHack a Suècia, EUA, va oferir 100.000 dòlars en premis.
L'equip europeu Fnatic derrotar els equips d'Europa, EUA i Àsia per guanyar el torneig i va rebre EUA $ 50.000 en premis. Més d'1,6 milions d'espectadors van veure l'emissió de streaming de l'esdeveniment, amb un pic de més de 210.000 espectadors simultanis en una semifinal.
- Després de la temporada 1, Riot va anunciar que EUA pagaria$ 5.000.000 al llarg de la temporada 2. D'aquests 5 milions, 2 milions es destinaran als socis de Riot incloent les principals associacions eSports IPL i altres. Altres 2 milions van a la temporada 2, eliminatòries i el campionat de Riot. La final d'un milió es destina a petits organitzadors que s'apliquen a Riot per albergar tornejos League of Legends. Després d'una sèrie de problemes de xarxa durant la temporada 2 en vigílies a les eliminatòries Mundial que van portar a diversos partits sent endarrerides, Riot va revelar el 13 d'octubre de 2012, que un client basat en LAN (Local Area Network) especial s'havia desenvolupat ràpidament, dissenyada per funcionar en entorns de torneig on els efectes de lag i altres problemes de xarxa poden ser perjudicials per a la correcta organització d'un esdeveniment. El client LAN es va desplegar per primera vegada durant els primers partits de quarts de final i semifinals jugat seguint els partits reprogramats, i va estar en ús durant les finals.
- El 13 d'octubre de 2012, l'equip professional de Taipei Assassins de Taiwan (TPA) va superar a Azubu Frost de Corea del Sud 3 a 1 a la final del Campionat del Món temporada 2, i ha afirmat que es van lliurar $ 1 milió en premis.
A partir de 2013, League of Legends és el joc més popular dels esports electrònics a Corea del Sur.
- El 23 de març de 2013, els estudis cinematogràfics a Roma va acollir la presentació italiana de League of Legends, més de 1.500 persones van estar presents, juntament amb els desenvolupadors de Riot Games, periodistes i diversos convidats. L'horari de la demostració incloïa un concurs de cosplay i un partit de desafiament entre dos equips italians.
- El 19 d'octubre del 2014 es va realitzar la quarta edició del campionat mundial anomenat World Championship 2014 on van participar 16 equips per un premi de $ 2.130.000 de dòlars repartit entre els primers quatre llocs. La final de l'esdeveniment va ser realitzada en l'Estadi de la Copa del Món de Seül situat a la ciutat de Seül, capital de Corea del Sud on l'equip Samsung White va ser declarat guanyador vencent a l'equip Royal Horn. En finalitzar la gran final, el grup Imagine Dragons va interpretar la cançó "Warriors", una col·laboració entre Riot Games i Imagine Dragons per a aquest torneig. La transmissió de l'esdeveniment va ser vista per 27.000.000 de persones.
-El 7 d'abril de 2015 es va celebrar el MSI als Estats Units, on el premi pel guanyador foren 100.000 dolars per l'equip xinés Edward Gaming
-L' 1 d'octubre de 2015 es va dur a terme els mundials d'aquell any amb aquest pic una bossa de premis de 2.130.000 dolars, dels quals el guanyador d'aquell any, l'equip coreà SKT lliderat per la seva estrella Faker, va endur-se'n la victòria. La data més alta d'espectadors es donà en el partit entre l'organització europea Origen i el guanyador SKT als quarts de final amb 500.000 espectadors simultanis
-A la msi de 2016 el vigent campió mundial, SKT, va tornar a guanyar un torneig internacional de forma consecutiva després de vencer a la final l'equip nord-americà CLG 3-0. ES avren recaudar 450.000$ per al conjunt d'equips que participaren al torneig, que foren 6; el primer lloc de la llliga de primavera d'Europa, Xina, Corea del sur, Nord Amèrica i Turquia.
-Als worlds del 2016, el favorit tornava a ser el vigent campió SKT, que havia assertat la seva dominància a la llliga coreana. La final fou entre dos equips surcoreans, Samsung Galaxy (SSG) i SKT, on després d'una feroç lluita a un dels major nivels que mai s'han assolit a nivell competitiu, SKT va aconseguir tornar a triomfar al quint mapa d'una sèrie d'infart. El premi pel primer classificat foren 5,070,000$
-A la MSI de 2017 un pic més es tornaren a reunir els millors equips de les regions, però aquest pic, hagué un considerable augment de llocs en el torneig, en total hi hagué 13 participants. D'aquests 13, els de les lligues menors hagueren de jugar una fase play-in on l'únic aspirant que passà a la fase principal fou Gygabite Marins (GAM) equip de Vietnam. A la fase principal es juntaren els equips de les grans lligues de la LCK (SKT) LCS EU (G2) LCS NA (TSM) LPL (WE) i LMS (FW) junt amb l'aspirant de la lliga menor GAM, D'aquesta segona fase del torneig es classificaren 4 equips cap a l'eliminatoria directa al millor de 5, que foren FW, SKT, WE i G2. A la final es trobaren l'equip europeu lliderat per Perkz G2 davant el totcampió SKT qui duia 3 títols internacionals consecutius, aquest partit l'equip europeu es va veure obliterat per l'equip surcoreà SKT lliderat per Faker per 3-0, Un pic més SKT es duia a casa un torneu internacional i un premi de $676,000
-Als mundials de 2017 l'expectativa per l'equip coreà qui havia classificat de nou pels munidal era gigantesca, eren els clars favorits. Un pic arribat la fase de grups però, es varen vuere certes inconsistències en l'equip. Així i tot, va poder avançar fins a la final on va caure contra un altre equip sur-coreà SSG per un contundent 3-0. Aquesta derrota del campió SKT va marcar una nova etapa en els esports on el domini surcoreà començarà a deixar pas a l'estil de joc ràpid i agressiu de les regions xineses i europees.
-A la MSI de 2018 les expectatives per a la victòria eren vertides sobre l'equip xinés RNG qui havia arrasat en la final de la LPL. Per altra banda, des de la LCK destacava que l'equip clasificat aquest pic no era SKT sino KZ (Kingzone Dragon X) que junt amb RNG eren els favorits per endur-se'n la victòria a casa, per part d'Europa i Nordamérica, els equips foren TSM i FNC, qui des d'un punt de vista objectiu no tenien cap opció davant els totspoderosos RNG i KZ. La final del torneig fou la que tothom esperava, KZ vs. RNG, on l'equip del considerat millor tirador de l'època, Uzi, es dugué el trofeu cap a casa després d'una sèrie controlada per 3-1.
-Als worlds de 2018, que se celebraren a Corea, ningú sabia qui podia dur-se'n la victòria, hi havia diversos equips favorits per a guanyar el torneig. A Europa, l'equip Fnatic havia generat moltes expectatives després d'un domini total durant el split d'estiu gràcies al seu midlaner Caps que era considerat un dels millors arreu de tot el món i el seu tirador Rekkless, qui comptava amb multitud d'anys d'experiència. Des de la Xina, L'equip IG (Invictus Gaming) era també un possible guanyador a causa de les increibles mecàniques dels seus jugadors, TheShy i Rookie a la midlane i JackeyLove com a tirador, a aquest possible equip guanyador es sumava el campió de la MSI, RNG qui de la mà d'Uzi només caigueren davant de IG a la lliga xinesa. Per part de Corea, tan sols KT Rolster destacava d'entre la resta, l'única esperança coreana per a recuperar el domini que havia mantingut SKT en els darrers anys en els tornejos internacionals, AF (Afreeca Freecs) també comptava amb possibilitats gràcies al seu toplaner Kiin qui era consideerat e millor de Corea. Els equips nord-americans no transmetien massa confiança, l'únic amb opcions era C9 que sempre aconseguia sortir de la fase de grups en els mundials. Tots els equips favorits i destacats aconseguien accedir a l'eliminatòria directa, on es varen enfrentar entre si per arribar a les semifinals C9, FNC, IG, i G2, es varen produir multitud de situacions que ningú esperava, l'equip europeu G2 va aconseguir derrotar a RNG en uns cuarts de finals on el midlaner Perkz va jugar la millor sèrie que mai ha jugat un jugador europeu, per altra banda a la sèrie de AF-C9 l'equip nordamricà gràcies al joc controlat que aconseguia el seu jungla Svenskeren i a la pressió del toplaner Licorice, aconseguiren una dominant victòria per 3-0 damunt un decepcionant AF. A semifinals s'enfrentaren C9-FNC on l'equip europeu anorreà els americans per 3-0, fet que creà expectetives reals per a una possible victòria d'occident en els mundials, cosa que no es produïa des de 2011, el primer mundial on no participaren equips xinesos, A l'altra banda del bracket, IG s'enfrentà a G2, on els europeus encara de la seva ardúa lluita no pogueren derrotar els xinesos. La final fou decepcionant, els europeus FNC no varen estar a l'altura de les expectetives i perderen 3-0 davant els xinesos, qui aconseguien el seu primer mundial en la història del League of Legends

## Desenvolupador
Va ser desenvolupat pel sistema operatiu Microsoft Windows, però seguidament es va fer una beta per a MacOS. Es creu que està inspirat en els videojocs Dota i Warcraft III: The Frozen Throne.
Riot Games va ser fundada per Brandon Beck (Riot Tryndamere) i Marc Merrill (Riot Ryze). Es va associar amb Steve "Guinsoo" Feak, el dissenyador anterior del popular mapa personalitzat Defense of the Ancients de Warcraft III: The Frozen Throne, i Steve "Pendragon" Mescon, l'administrador de l'antiga base de suport oficial per al mapa (www. dota -allstars.com) per desenvolupar League of Legends. Usant el DOTA original creat per Eul (el creador oficial del mapa Defense of the Ancients per Warcraft III: Reign of Chaos) com a base, Guinsoo dissenyador de "DOTA All-stars" inserint la seva pròpia barreja de continguts, ampliant considerablement el nombre dels herois, i l'addició de receptes, nombrosos articles i diversos canvis de joc. Guinsoo llavors va passar la versió 6 del mapa de DOTA All-stars a un nou desenvolupador, IceFrog. La idea d'un successor espiritual de Defense of the Ancients que seria el seu propi joc independent amb el seu propi motor, en lloc d'un altre mod de Warcraft III, va començar a materialitzar-se a la fi de 2005. League of Legends va néixer "quan un parell de membres de la comunitat de Dota molt actius creia que el joc era tan divertit i tan innovador que representava la fresa d'un nou gènere i mereixia ser el seu propi joc professional amb característiques significativament millorades i els seus voltants- serveis de jocs ". Riot Games va obrir oficialment el seu càrrec al setembre de 2006, i en l'actualitat compta amb prop de 100 persones que treballen en League of Legends ", incloent la seva plataforma tecnològica robusta per atendre i gestionar el joc, així com un equip dedicat a les relacions amb la comunitat. " Segons Marc Merrill, en crear els diferents campions en el joc, en comptes de deixar la creació de campions a unes poques persones, van decidir obrir el procés de creació del campions per a tots en la companyia amb base a una plantilla on podien votar en el qual campions van fer en el joc. El joc estava en una beta tancada des del 10 de abril de 2009 al 22 d'octubre de 2009. A continuació, la transició a la beta oberta fins al llançament. El març de 2013, Riot Games va llançar una versió beta d'un client d'OS X, a més del seu client de Windows.